# Mayurasana

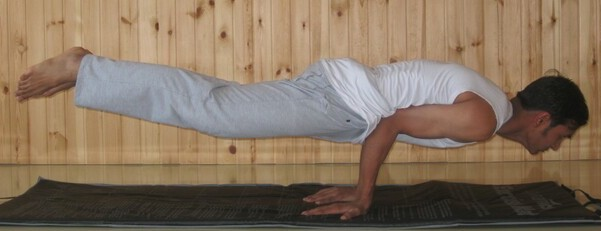
Mayurasana

Mayurasana ovvero posizione del pavone, è una posizione di Hatha Yoga. Deriva dal sanscrito "mayura" che significa "pavone" e "āsana" che significa "posizione".

## Scopo della posizione
La posizione è sia di forza che di equilibrio. Ha lo scopo di generare un equilibrio di tutto il corpo, che resta bilanciato sulle mani, e inoltre ha il compito di rafforzare le braccia, le spalle ed i muscoli pettorali e addominali, ma soprattutto i dorsali.

## Posizione
In ginocchio, portare la testa a terra e distribuire il peso in modo equilibrato sui punti di appoggio. Portare poi le mani sotto il petto, con i palmi a terra girati in modo da portare le dita verso le gambe. Sbilanciarsi in avanti portando lentamente tutto il peso sulle mani, alzare la testa e le gambe fino a portare il corpo in posizione perfettamente orizzontale.

## Dimensione dell'anima
„La testa qui fa parte della linea orizzontale e il corpo cerca in modo mirato il suo centro sulle mani che lo sostengono. In questa forma di movimento si esprime un entrare mirato e profondo nella dinamica della volontà più intima e tuttavia coscientemente percettibile. Con la distribuzione e lo spostamento delle tensioni in modo preciso e misurato, il praticante si porta nella linea orizzontale. Egli si conduce, come esprime l’immagine dell’esercizio, più profondamente con il suo sentire nella propria incarnazione e nella sfera della terra. Il pavone è l’espressione dell’incarnarsi più profondo, l’espressione dell’itinerario dell’anima che cerca la profondità dell’esistenza terrena.“